# Уинтроп, Джон (младший)
Джон Уинтроп-младший (англ. John Winthrop  Junior; 1606—1676) — английский, американский государственный деятель. Участник Пекотской войны. Видный врач и учёный.
Сын губернатора колонии Массачусетского залива Джона Уинтропа.

## Биография
Родился 12 февраля 1606 года в местечке Гротон, Саффолк, Англия.
Учился в Тринити-колледже в Дублине.
Эмигрировал из Англии в Массачусетс в 1631 году. В 1635 году основал колонию Сэйбрук, стал лидером коннектикутских колоний. Поощрял развитие промышленности, построил железоделательный завод в Согусе, Массачусетс (1644), создал эффективную администрацию и в 1662 году получил хартию, разрешавшую объединение колоний Коннектикут и Нью-Хейвен.
Губернатор Коннектикута с 1657 года.
Во время посещения Англии в 1661—1663 годах, Уинтроп был избран членом Лондонского Королевского Общества.
Умер 6 апреля 1676 года в Бостоне, Массачусетс, США.

### Интересный факт
В научные интересы Уинтропа входила ботаника и астрономия. Он имел телескоп, и когда жил в Хартфорде (1664 год) — наблюдал за звездами. Уинтроп утверждал, что он видел пятый спутник Юпитера. Он сообщил о своем открытии Королевскому Обществу, но к нему там отнеслись скептически. Только в сентябре 1892 года Эдвард Барнард подтвердил существование спутника.

## Память
- В Нью-Лондоне существует немало мест, которые носят имя Джона Уинтропа. Его именем названа школа, которая расположена в том месте, где когда-то стоял его дом.
- Также в Нью-Лондоне установлен памятник Джону Уинтропу, человеку, который не боялся проявлять себя в различных сферах науки и жизни.